# Nikolaus Bucholt
Nikolaus Bucholt, OFM (* um 1450 in Lübeck; † nach 1492) war ein deutscher Franziskaner.

## Leben
Über sein Leben ist wenig bekannt. Er immatrikulierte sich 1471 an der Universität Erfurt, wo er um seiner Ordenszugehörigkeit willen umsonst aufgenommen wurde. Schon zwei Jahre später, am 13. September 1473, wurde er hier zum Doktor der Theologie promoviert. Ab 1476 lehrte er als Professor an der Universität Greifswald und war Regens des dortigen franziskanischen Seminars.
In den Jahren 1487, 1490 und 1492 war Bucholt Kustos der Lübecker Ordenskustodie, die zur Sächsischen Franziskanerprovinz gehörte, ihren Sitz im Katharinenkloster Lübeck hatte und die franziskanischen Niederlassungen in den Hafenstädten entlang der Ostseeküste umfasste.
Seit den Forschungen Olaf Schwenckes in den 1960er-Jahren wird Bucholt als der führende Kopf einer Verfassergruppe angesehen, die der Devotio moderna angehörte und die hinter dem Großteil der im letzten Viertel des 15. Jahrhunderts in Lübeck, vornehmlich in der Mohnkopfdruckerei des Hans van Ghetelen gedruckten Erbauungsliteratur steht.
Als Bucholts bedeutendstes Werk gilt die Übersetzung und Glossierung der Lübecker Bibel, die 1494 bei Steffen Arndes erschien, auch wenn diese Zuschreibung nicht unumstritten ist.